# Phragmicoma
Phragmicoma là một chi rêu trong họ Lejeuneaceae.